# Plaja Pontal

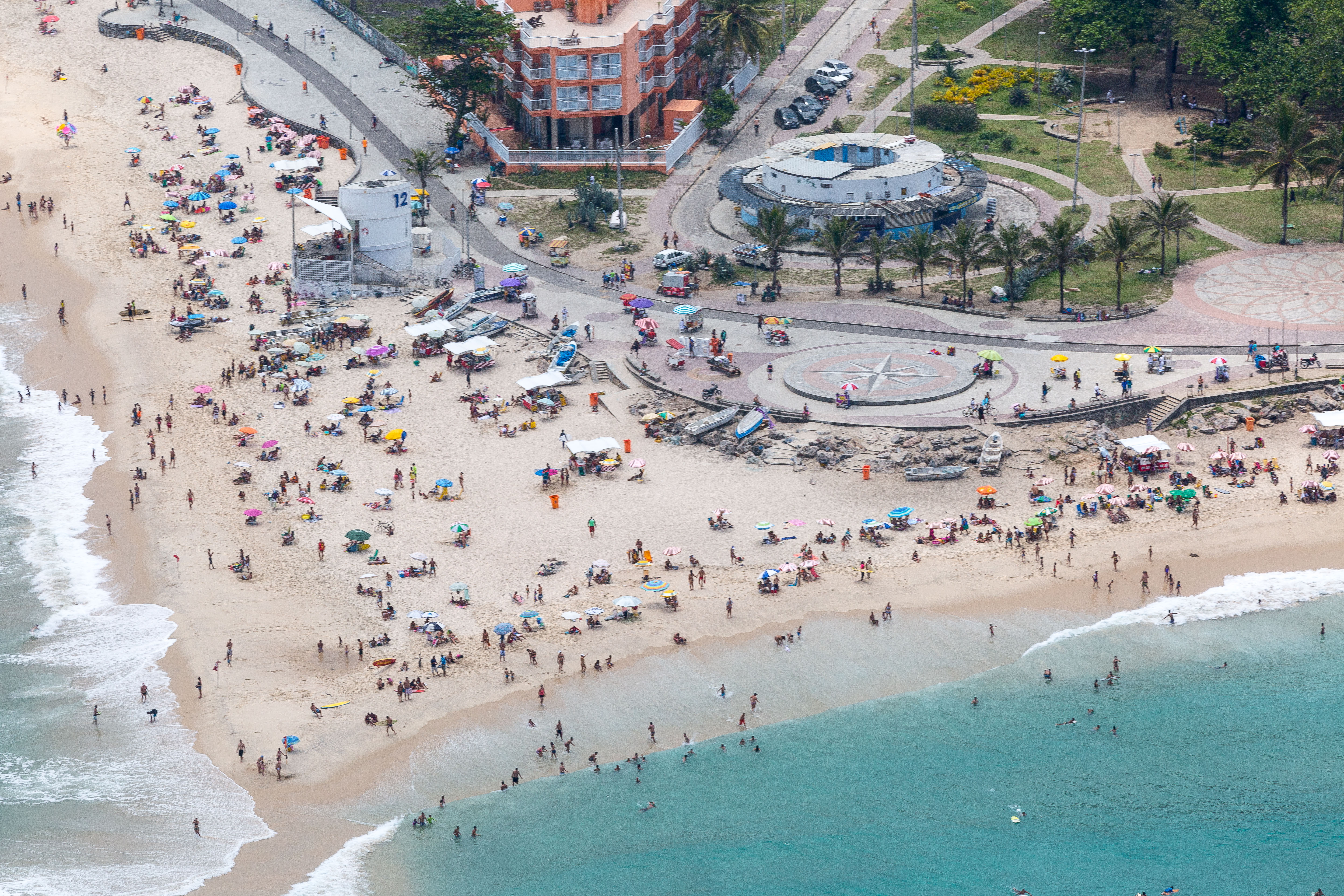

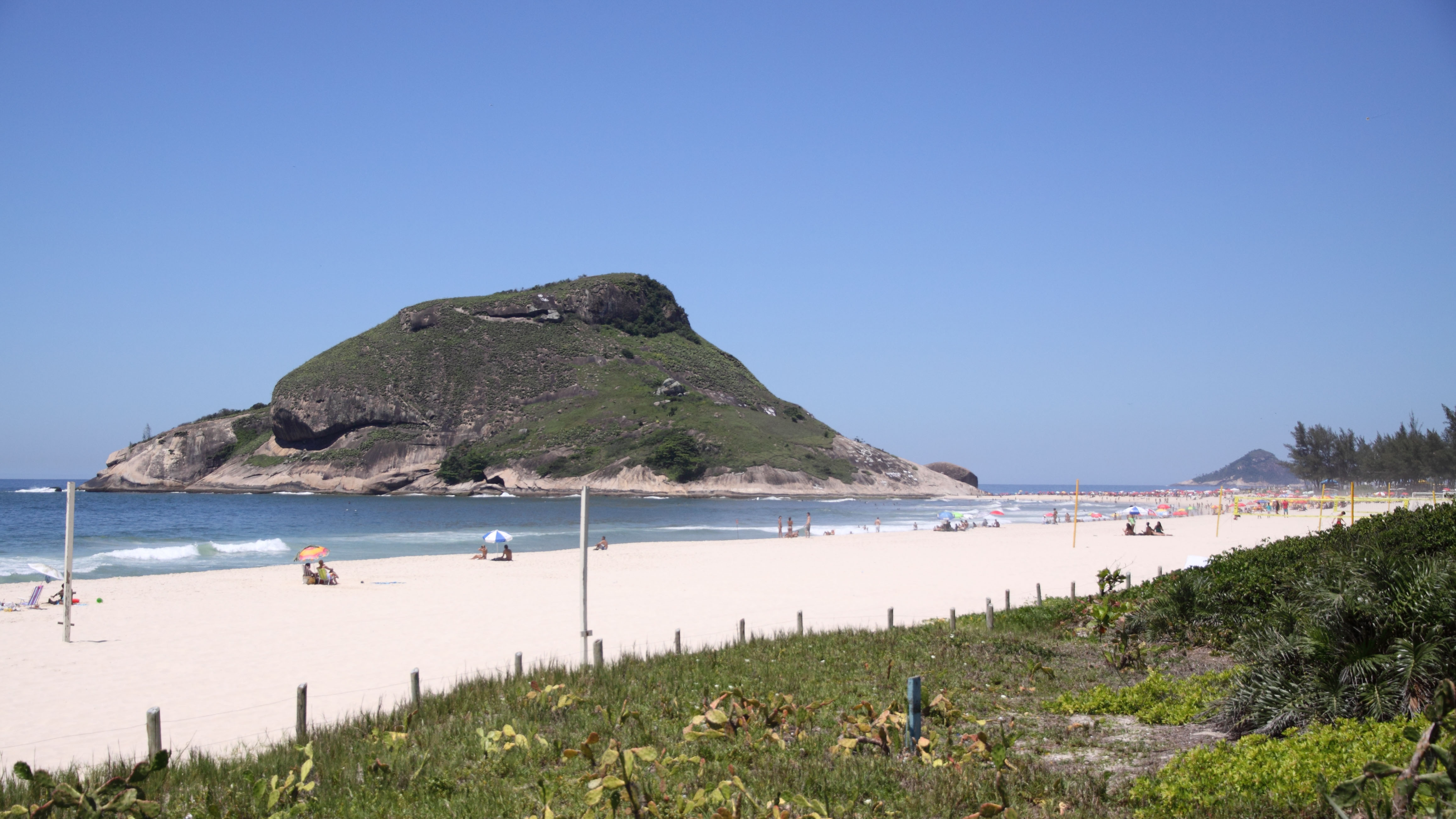
Plaja Pontal și Pedra do Pontal

Plaja Pontal (în portugheză Praia do Pontal) este o plajă din Rio de Janeiro. Situată în cartierul Recreio dos Bandeirantes din zona de vest a orașului, se întinde de la Plaja Recreio și dealul Pedra do Pontal la est până la Plaja Macumba și dealul Pedra de Itapuã la vest. 
Plaja a fost popularizată în anul 1980 de melodia Do Leme ao Pontal („de la Leme până la Pontal”) a lui Tim Maia. Este un loc renumit pentru practicarea surfing-ului. 
Plaja Pontal va găzdui probele de cursă contra cronometru și probele de marș din cadrul Jocurilor Olimpice de vară din 2016, precum și probele de ciclism pe șosea din cadrul Jocurilor Paralimpice din același an. Cursa contra cronometru va avea o lungime de 29,8 km, începând și sfârșind la Piața Tim Maia (fostă Piața Pontal). Circuitul de marș va avea o lungime de 2 km. Cursa se va desfășura de la est la vest în sens antiorar. Instalațiile de pe Piața Tim Maia vor fi doar temporare și vor fi demolate după Jocuri. 

## Legături externe
- „Rio 2016 announces road cycling time trial course for Olympic Games”. rio2016.com (în engleză). 18 ianuarie 2015. Arhivat din original la 9 august 2016. Accesat în 7 februarie 2016.
- en  Road cycling–Time trial. Women's race la Uniunea Ciclistă Internațională
- en  Race Walk Pontal la Federația Internațională de Atletism (IAAF)